# Mariä-Entschlafens-Kloster (Schyrowizki)

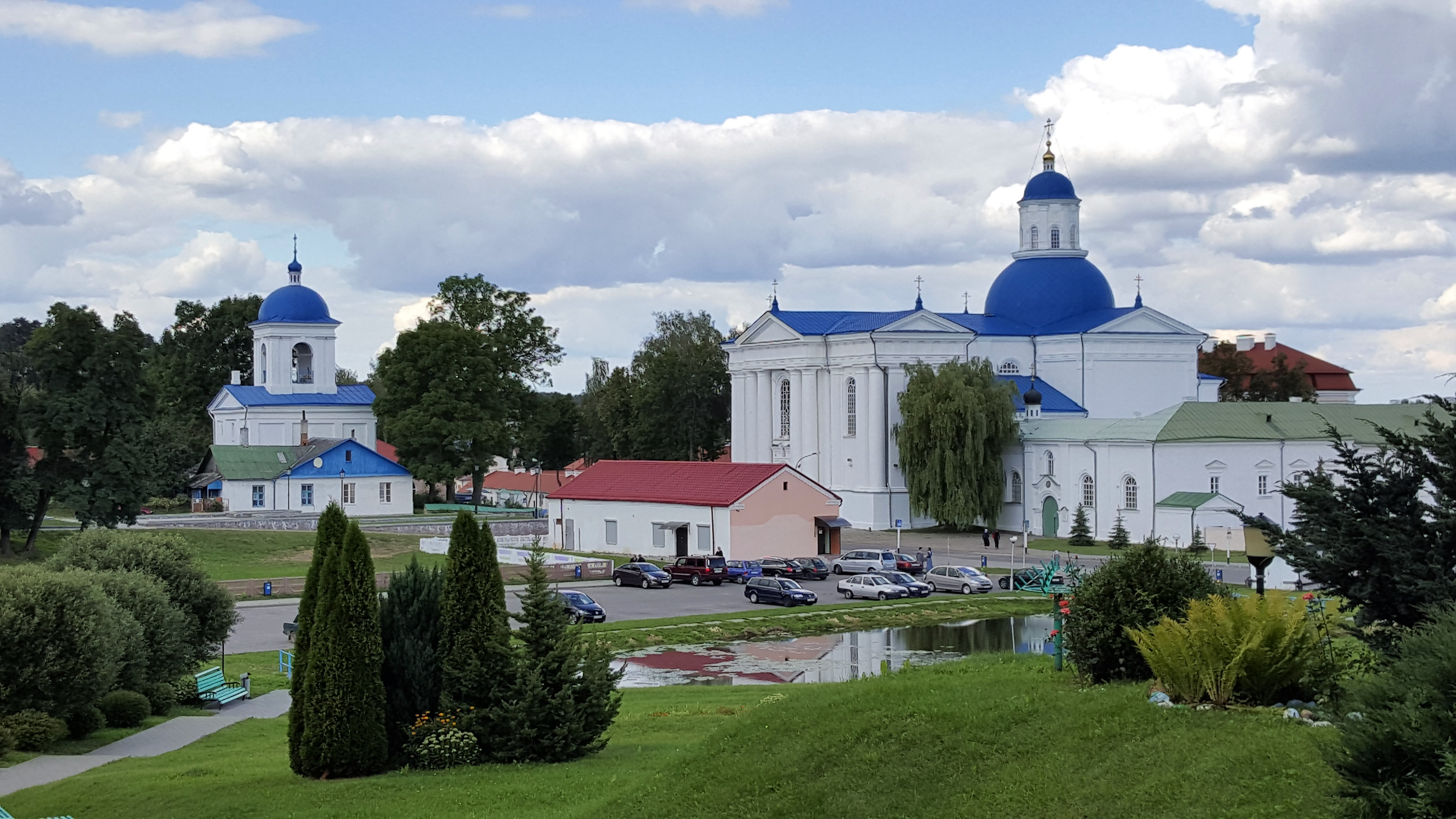
Die Uspenskij-Kathedrale des Klosters; links die Kapelle von 1828

Das Mariä-Entschlafens-Kloster von Schyrowizki (belarussisch Жыровіцкі Свята-Успенскі манастыр; russisch Свято-Успенский Жировичский монастырь) ist ein Männerkloster der russisch-orthodoxen Kirche in Belarus. Die Abtei ist kirchenrechtlich ein Stauropegialkloster und zählt zu den bedeutendsten Zentren des russisch-orthodoxen Glaubens in Belarus.

## Lage
Die Klosteranlage liegt in der Ortschaft Schyrowizki (belarussisch Жыровіцкі, russisch Жировичи) in der Hrodsenskaja Woblasz etwa zehn Kilometer südlich der Stadt Slonim.

## Geschichte

### Gründungslegende
Im 15. Jahrhundert war das Gebiet der heutigen Ortschaft Schyrowizki mit Wald bedeckt, der einem reichen Litauer namens Aleksandr Soltana gehörte. In diesem Wald befand sich eine Lichtung mit einem Birnbaum. Im Frühling des Jahres 1470 wurden Hirten auf eine Leuchterscheinung, die von diesem Baum ausging, aufmerksam und fanden dort eine kleine Ikone der Mutter Gottes aus Stein. Die Hirten brachten die Ikone zu Soltana, welcher sie zu Hause in einen Behälter legte. Am nächsten Tag war die Ikone aus dem Behälter verschwunden und befand sich wieder auf dem Birnbaum. Soltana sah dies als göttliches Zeichen und errichtete an der Stelle zunächst eine einfache Holzkirche. Kirche und Ikone zogen bald zahlreiche Pilger an und bildeten die Keimzelle des zukünftigen Klosters und Dorfes. 50 Jahre später brannte die Kirche ab und die Ikone ging zunächst verloren. Am nächsten Tag hatten Kinder unweit der Brandstelle eine Marienerscheinung. An der Stelle der Erscheinung wurde das Marienbildnis wieder aufgefunden und später in die neu aufgebaute Kirche verbracht. Die Ikone (5,5 × 4,6 cm groß) befindet sich noch heute in der Uspenskij-Kathedrale, eine Kopie von ihr befindet sich unter der Bezeichnung Ikone der Heiligsten Mutter Gottes von Žyrovici in Rom.

### Entwicklung der Klosteranlage
Im Jahr 1555 veranlasste der Hofmarschall des Großfürstentums Litauen den Bau einer Steinkirche an Stelle der abgebrannten Holzkirche. Bald darauf wurde ein russisch-orthodoxes Männerkloster gegründet.
1629 erfolgte die Grundsteinlegung für die Mariä-Entschlafenskirche.
In ihrer heutigen Form entstand die Klosteranlage im 17. und 18. Jahrhundert. Seit 1989 befindet sich in Schyrowizki das Minsker Priesterseminar.

## Bauwerke und Klosteranlagen
Die Hauptkirche des Klosters ist die Mariä-Entschlafenskirche (Uspenskij-Kathedrale), erbaut in den Jahren 1629 bis 1650. Sein heutiges Aussehen erhielt das Gebäude in der zweiten Hälfte des 19. Jahrhunderts. Der Kirchenbau ist etwa 55 Meter lang und 40 Meter hoch. Die Kirche vereint Stilelemente des Barock und des Klassizismus. Im Innern ist die Kirche dreischiffig mit einer Apsis.
Gegenüber der Kathedrale steht eine Kapelle mit Glockenturm aus dem Jahre 1828.
Zwei weitere Kirchengebäude auf dem Gelände des Klosters sind die Kirche der Erscheinung des Herrn (Fertigstellung 1672) sowie die Kreuzerhöhungskirche (1769). In der Kreuzerhöhungskirche befindet sich eine Kopie der Heiligen Treppe der Lateranbasilika.
Die Gebäude des Priesterseminars aus dem 17./18. Jahrhundert bilden zusammen mit weiteren Nebengebäuden einen Innenhof um die Apsis der Entschlafenskirche.
In der Krypta der Kathedrale befindet sich eine heilige Quelle. Zwei weitere heilige Quellen mit Tauchbecken liegen etwas außerhalb des Dorfes.